# Torre adossada (la Jonquera)
La Torre adossada és una obra de la Jonquera (Alt Empordà) inclosa a l'Inventari del Patrimoni Arquitectònic de Catalunya.

## Descripció
Els orígens de l'actual nucli urbà se situen a la zona de la Força. Recinte fortificat de forma ovalada i amb una superfície de 900 m². Entre els paraments de les muralles sobresurten algunes torres, se'n coneixen cinc. Aquesta torre està construïda amb aparell irregular.